# میرچئا ورویو
میرچئا ورویو (رومانیایی: Mircea Veroiu؛ ‏ تلفظ رومانیایی: [ˈmirt͡ʃe̯a veˈroju]؛ ‏ ۲۹ آوریل ۱۹۴۱ – ۲۶ دسامبر ۱۹۹۷) کارگردان فیلم، فیلم‌نامه‌نویس و بازیگر اهل رومانی بود.
از فیلم‌هایی که وی در آن‌ها نقش داشته‌است، می‌توان به خواب جزیره، نشان مار و پیامبر، طلا و اهالی ترانسیلوانی اشاره نمود.